# Juli Michailowitsch Schokalski

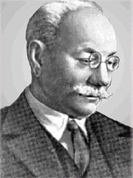
Juli Michailowitsch Schokalski

Juli Michailowitsch Schokalski (russisch Юлий Михайлович Шокальский, wiss. Transliteration Julij Michajlovič Šokal'skij; * 5. Oktoberjul. / 17. Oktober 1856greg. in Sankt Petersburg; † 26. März 1940 in Leningrad) war ein russischer bzw. sowjetischer Ozeanograf und Kartograf.
Schokalski wurde als Sohn eines Petersburger Juristen geboren. Er war der Enkel von Anna Petrowna Kern (1800–1879), einer bekannten Muse von Alexander Puschkin. Nach Absolvierung der russischen Seeoffiziersschule und der Marineakademie wurde er als Professor an die Seekriegsakademie berufen. Diese Stellung behielt er auch in der Sowjetunion bis 1930 bei. Von 1925 bis 1940 lehrte Schokalski an der Universität von Leningrad. Von 1923 bis 1932 leitete er mehrere ozeanografische Expeditionen in das Schwarze Meer und beteiligte sich an der Erschließung und Erforschung des Nördlichen Seewegs. Von 1917 bis 1931 war Schokalski Präsident der Russischen Geografischen Gesellschaft.
1925 wurde er Korrespondierendes Mitglied und 1939 Ehrenmitglied der Akademie der Wissenschaften der UdSSR. 1936 wurde er zum Mitglied der Leopoldina gewählt. Seit 1932 war er korrespondierendes Mitglied der Académie des sciences.
Seinen Namen tragen sieben geografische Objekte in den polaren Meeren, z. B. die Schokalski-Insel in der Karasee, die Schokalskistraße, die die Oktoberrevolutions- von der Bolschewik-Insel (Sewernaja Semlja) trennt, oder die Schokalskibucht, an der Ostseite der Alexanderinsel (Antarktis) nahe Kap Brown gelegen. Außerdem ist der Pik Schokalskowo, mit 5722 m der höchste Berg in der Engiltschekkette im Tian-Shan-Gebirge im Osten Kirgisistans, nach ihm benannt.
Das 1982 in Finnland gebaute Forschungsschiff Akademik Shokalskiy wird heute für Antarktiskreuzfahrten genutzt.
Die Bodenkunde-Geographin Sinaida Schokalskaja war Schokalskis Tochter.